# مارتين ريفيرو
مارتين ريفيرو (بالإسبانية: Martín Rivero) (13 نوفمبر 1989 في الأرجنتين - ) هو لاعب كرة قدم أرجنتيني في مركز الوسط. لعب مع روزاريو سنترال وكولورادو رابيدز ونادي شيفاز يو إس أي ونادي أتليتيكو ألدوسيفي.

## وصلات خارجية
- مارتين ريفيرو على موقع الدوري الأمريكي (الإنجليزية)
- مارتين ريفيرو على موقع قاعدة بيانات كرة القدم.إي يو (الإنجليزية)
- مارتين ريفيرو على موقع Soccerway.com (الإنجليزية)